# Peter Witt (Politiker, 1869)
Peter Witt (* 24. Juli 1869 in Cleveland, Ohio; † 20. Oktober 1948) war ein US-amerikanischer Politiker und Verkehrsexperte.

## Leben
Peter Witt war ein Sohn von Christian oder Christoph und Anna Witt, die aus Deutschland stammten. Er war das zehnte von elf Kindern. Nach seiner fünfjährigen Schulzeit arbeitete er zunächst in einer Korbfabrik, dann in einer Druckerei und später in einer Eisengießerei. 1892 heiratete er Sadie James, mit der er drei Töchter bekam. 1894 kam er in Kontakt mit Tom L. Johnson, der für Ohio im Repräsentantenhaus der Vereinigten Staaten saß. 1896 geriet er wegen politischer Betätigung bzw. Teilnahme an Streiks auf eine Schwarze Liste. Witt war ein Anhänger der Steuerpolitik von Henry George und verfasste ein Werk über Steuerhinterziehung. Nachdem er schon seit 1900 im öffentlichen Dienst Clevelands gestanden hatte, war er von 1911 bis 1915 Beauftragter für den Straßenbahnverkehr. Er führte das pay-as-you-enter-System in den Straßenbahnen ein und reduzierte die Zahl der Haltestellen, um die Fahrzeiten auf den einzelnen Strecken zu verkürzen.
1915 kandidierte er als Bürgermeister von Cleveland, hatte aber keinen Erfolg. In den Jahren 1916 bis 1923 beriet er auch andere Städte bezüglich des Massenverkehrs. 1921 war er ferner an der Entwicklung einer Form von City-Management in Cleveland beteiligt. Von 1923 bis 1927 gehörte er dem Stadtrat von Cleveland an. 1924 unterstützte er Robert La Follette im Kampf um die Präsidentschaft. Seiner Kandidatur als Gouverneur von Ohio im Jahr 1928 war kein Erfolg beschieden, ebenso der erneuten Kandidatur um das Bürgermeisteramt in Cleveland 1932. Ab 1932 lebte er eher zurückgezogen.

## Nachwirkungen

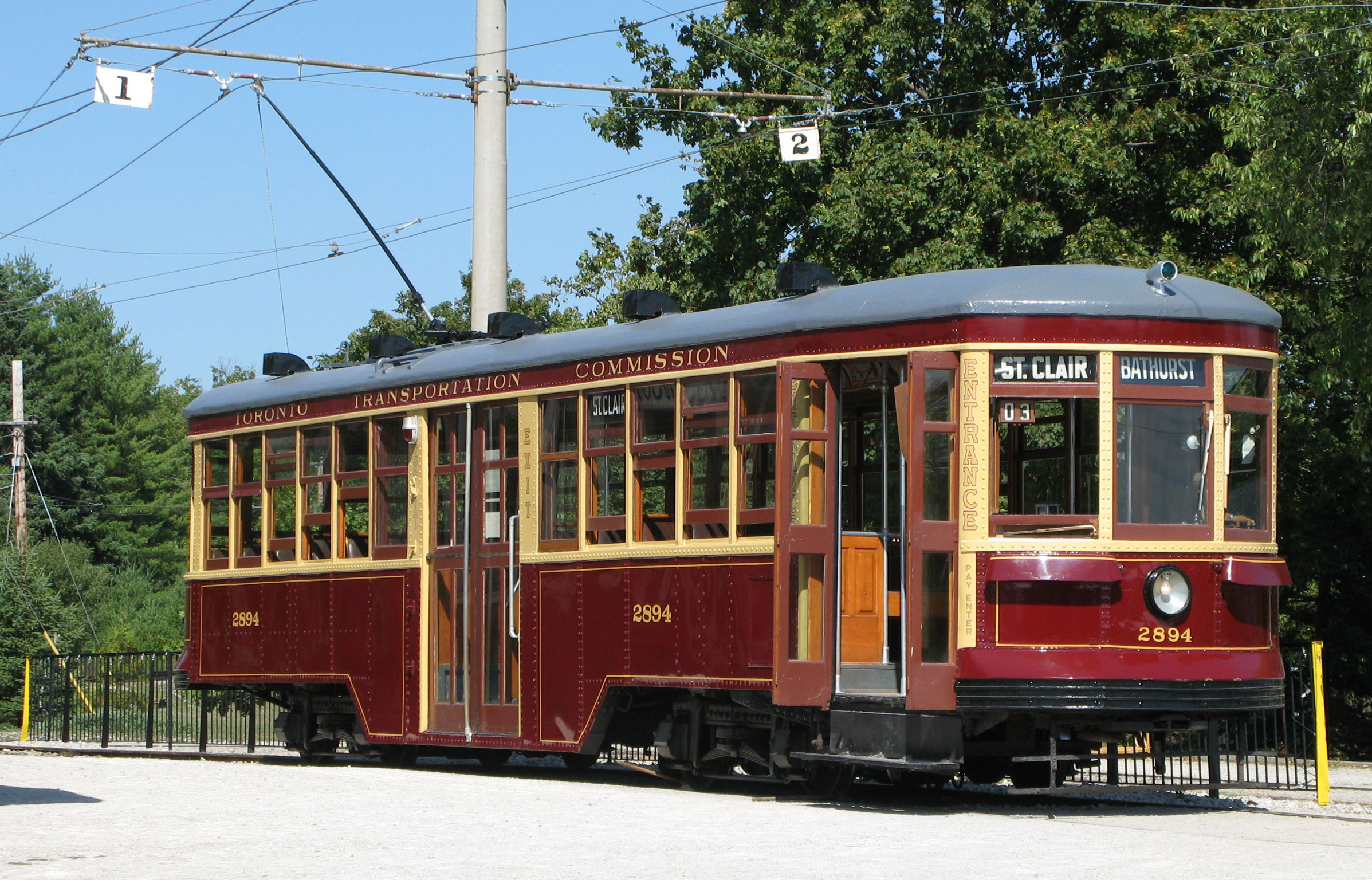
Ein Peter-Witt-Wagen der Straßenbahn Toronto

Nach Peter Witt sind die von ihm entworfenen Peter-Witt-Straßenbahnwagen benannt, die ab 1915 in vielen amerikanischen Straßenbahnbetrieben zum Einsatz kamen. In Europa wurden Fahrzeuge nach seinem Entwurf in mehreren italienischen Straßenbahnbetrieben beschafft. Bei der Straßenbahn Mailand sind noch heute unter der Bezeichnung Ventotto in beträchtlicher Zahl Peter-Witt-Wagen im Einsatz. Einige wurden von Mailand aus in die Vereinigten Staaten verkauft und werden unter anderem auf der Museumsstraßenbahnlinie F Market & Wharves in San Francisco eingesetzt.
Sandor Vago malte ein Porträt von Peter Witt. Der Sockel einer Lincoln-Büste im American Cultural Garden trägt die Inschrift: Erected in memory of Peter Witt | Devoted public servant who sought light and guidance from the ideals of the Great Emancipator. 1869-1948.

## Werke
- Labour Annual, o. J.
- Cleveland Before St. Peter. A Handful of Hot Stuff, um 1899
- Social Contrasts of Cleveland's Millionaires and Paupers, 1899
- Abraham Lincoln, the Man of Sorrow, um 1938[3]